# Samische Oorlog
De Samische Oorlog werd tussen Athene en Samos uitgevochten van 441 v.Chr. tot 439 v.Chr. De oorlog ontstond nadat Samos zich probeerde los te maken van de Delische Bond, die zich onder invloed van Pericles steeds meer tot middel tot machtsuitoefening van Athene had ontwikkeld. Na een nederlaag bleef Samos tot het einde van Peloponnesische Oorlog trouw aan Athene.